# دانيال هريستوف
دانيال هريستوف (بالبلغارية: Даниел Христов)‏ هو لاعب كرة قدم بلغاري في مركز الدفاع، ولد في 23 يناير 1975 في كازنلاك في بلغاريا. لعب مع FC Chernomorets Burgas ‏.